# SN 1972O
SN 1972O – supernowa odkryta 8 października 1972 roku w galaktyce A051906+0600. W momencie odkrycia miała maksymalną jasność 18,50m.